# MTV影視大獎
MTV影視大獎（MTV Movie & TV Awards）是由MTV所舉辦的年度影視頒獎典禮。典禮中也穿插主持人和官方電影片段組成的電影惡搞片段和音樂表演。入圍名單由MTV電影大獎創辦人 Joel Gallen 的 Tenth Planet Productions內的特別小組所選出。得獎者則由觀眾決定。目前的投票方式是透過MTV官網的線上投票。
該獎原名MTV電影大獎（MTV Movie Awards），於2017年3月改名。
受到COVID-19的影響，大會沒有舉行2020年的影視大獎。取而代之的是「MTV影視大獎：經典之最」（MTV Movie & TV Awards: Greatest of All Time），表揚由80年代至現在對影視文化有重大影響的演藝人。節目以90分鐘直播形式進行，但不設現場觀眾。
2023年，因美国编剧协会大罢工影响，当年的颁奖典礼被临时取消，改为直接宣布得奖名单。

## 目前獎項
- 最佳電影
- 最佳電視劇演員
- 最佳電影演員
- 最佳突破演出（有時分為男、女演員獎項）
- 最佳反派
- 最佳喜劇演出
- 最佳電影歌曲
- 最佳接吻
- 最佳打鬥
- 最令人傻眼場面（Best WTF Moment）

### 生涯成就獎/MTV世代獎
MTV曾三度將類似於奧斯卡終身成就獎的生涯成就獎頒給科幻人物：哥吉拉、傑森和丘巴卡。這座帶有諷刺的獎項一直頒發至1997年，其他得獎人有成龍與理察·朗崔（Richard Roundtree）。1998年的克林特·霍華德（Clint Howard）是最後一位得獎者。該獎項在2005年以「MTV世代獎」現身，得獎人有2005年的湯姆·克魯斯、2006年的金·凱瑞與史派克·李、2007年麥克·邁爾斯和2008年亞當·山德勒。班·史提勒在2009年獲獎。珊卓·布拉克在2010年獲獎瑞絲·薇斯朋在2011年獲獎。強尼·戴普在2012年獲獎。傑米·福克斯在2013年獲獎。馬克·華伯格在2014年獲獎。小勞勃·道尼在2015年獲獎。威爾·史密斯在2016年獲獎。2017年頒發給玩命關頭系列電影，是該獎項首次頒發給電影系列而非個人。克里斯·普拉特在2018年獲獎。巨石強森在2019年獲獎。

### MTV影視大獎：經典之最
受COVID-19影響，大會決定取消2020年度影視大獎，改為挑選歷年來的經典之最，予以表揚。
- 舞最勁大獎：凯文·贝肯《渾身是勁》
- 喜劇巨人獎：凯文·哈特
- 最佳搭檔獎：茱兒·芭莉摩、亞當·山德勒（作品包括：《初恋50次》、《婚禮歌手》及《當我們混在一起》）
- 驚慄片女王：潔美·李·寇蒂斯
- 最佳接吻獎：莎拉·蜜雪兒·吉蘭、莎瑪·布萊兒《诱惑性游戏》
- 心碎的分手：傑森·席格爾、姬絲汀·貝兒《忘掉負心女》
- 無名變英雄：威廉·澤布卡（作品包括：《小子難纏》及《眼鏡蛇道館》）
- 最佳女英雄：盖尔·加朵《神力女超人》
- 跨世代英雄：查德維克·博斯曼《黑豹》

## 年度
| 年度 | 主持人                       | 最佳影片                       | 最佳电视剧                     | 最佳演員                              | 最佳演員                             |
| 年度 | 主持人                       | 最佳影片                       | 最佳电视剧                     | 女                                    | 男                                   |
| ---- | ---------------------------- | ------------------------------ | ------------------------------ | ------------------------------------- | ------------------------------------ |
| 1992 | 丹尼斯·米勒                  | 《魔鬼終結者第2集》            |                                | 琳達·漢彌頓《魔鬼終結者第2集》        | 阿諾·史瓦辛格《魔鬼終結者第2集》     |
| 1993 | 艾迪·墨菲                    | 《軍官與魔鬼》                 |                                | 莎朗·史東《第六感追緝令》             | 丹佐·華盛頓《黑潮麥爾坎》            |
| 1994 | 威爾·史密斯                  | 《社會的威脅》                 |                                | 珍娜·傑克遜《馬路羅曼史》             | 湯姆·漢克《費城》                    |
| 1995 | 約翰·洛維茲 柯特妮·考克斯    | 《黑色追緝令》                 |                                | 珊卓·布拉克《捍衛戰警》               | 布萊德·彼特《夜訪吸血鬼》            |
| 1996 | 班·史提勒 珍妮·加洛法羅      | 《火線追緝令》                 |                                | 艾莉西亞·席維史東《獨領風騷》         | 金·凱瑞《王牌威龍2：非洲大瘋狂》     |
| 1997 | 麥克·邁爾斯                  | 《驚聲尖叫》                   |                                | 克萊兒·丹妮絲《羅密歐與茱麗葉》       | 湯姆·克魯斯《征服情海》              |
| 1998 | 山繆·傑克森                  | 《鐵達尼號》                   |                                | 妮芙·坎貝爾《驚聲尖叫2》              | 李奧納多·狄卡皮歐《鐵達尼號》        |
| 1999 | 麗莎·庫卓                    | 《哈啦瑪莉》                   |                                | 卡麥蓉·狄亞《哈啦瑪莉》               | 金·凱瑞《楚門的世界》                |
| 2000 | 莎拉·潔西卡·帕克             | 《駭客任務》                   |                                | 莎拉·蜜雪兒·吉蘭《危險性遊戲》        | 基努·李維《駭客任務》                |
| 2001 | 吉米·法隆 克絲汀·鄧斯特      | 《神鬼戰士》                   |                                | 茱莉亞·羅勃茲《永不妥協》             | 湯姆克魯斯《不可能的任務2》          |
| 2002 | 莎拉·蜜雪兒·吉蘭 傑克·布萊克 | 《魔戒首部曲：魔戒現身》       |                                | 妮可·基嫚《紅磨坊》                   | 威爾·史密斯《威爾史密斯之叱吒風雲》  |
| 2003 | 西恩·威廉·史考特 賈斯汀      | 《魔戒二部曲：雙城奇謀》       |                                | 克絲汀·鄧斯特《蜘蛛人》               | 阿姆《街頭痞子》                     |
| 2004 | 琳賽·蘿涵                    | 《魔戒三部曲：王者再臨》       |                                | 鄔瑪·舒曼《追殺比爾》                 | 強尼·戴普《神鬼奇航：鬼盜船魔咒》    |
| 2005 | 吉米·法隆                    | 《拿破崙炸藥》                 |                                | 琳賽·蘿涵《辣妹過招》                 | 李奧納多·狄卡皮歐《神鬼玩家》        |
| 2006 | 潔西卡·艾芭                  | 《婚禮終結者》                 |                                | （無最佳女演員獎）                    | 傑克·吉倫荷《斷背山》                |
| 2007 | 莎拉·席佛曼                  | 《神鬼奇航2：加勒比海盜》      |                                | （無最佳女演員獎）                    | 強尼·戴普《神鬼奇航2：加勒比海盜》   |
| 2008 | 麥克·邁爾斯                  | 《變形金剛》                   |                                | 艾倫·佩姬《鴻孕當頭》                 | 威爾·史密斯《我是傳奇》              |
| 2009 | 安迪·山伯格                  | 《暮光之城：無懼的愛》         |                                | 克莉絲汀·史都華《暮光之城：無懼的愛》 | 柴克·艾弗隆《歌舞青春3：畢業季》     |
| 2010 | 阿席茲·安薩里                | 《暮光之城2：新月》            |                                | 克莉絲汀·史都華《暮光之城2：新月》    | 羅伯·派汀森 《暮光之城2：新月》      |
| 2011 | 傑森·蘇戴西斯                | 《暮光之城：蝕》               |                                | 克莉絲汀·史都華《暮光之城：蝕》       | 羅伯·派汀森《暮光之城：蝕》          |
| 2012 | 羅素·布蘭德                  | 《暮光之城4：破曉（上）》      |                                | 珍妮佛·勞倫斯《飢餓遊戲》             | 喬許·哈契森《飢餓遊戲》              |
| 2013 | 瑞貝爾·威爾森                | 《復仇者聯盟》                 |                                | 珍妮佛·勞倫斯《派特的幸福劇本》       | 布萊德利·庫柏《派特的幸福劇本》      |
| 2014 | 柯南·奥布莱恩                | 《飢餓遊戲：星火燎原》         |                                | 珍妮佛·勞倫斯《飢餓遊戲：星火燎原》   | 喬許·哈契森《飢餓遊戲：星火燎原》    |
| 2015 | 艾米·舒默                    | 《生命中的美好缺憾》           |                                | 雪琳·伍德莉《生命中的美好缺憾》       | 布萊德利·庫柏《美國狙擊手》          |
| 2016 | 巨石強森 凱文·哈特           | 《STAR WARS：原力覺醒》        |                                | 莎莉·賽隆《瘋狂麥斯：憤怒道》         | 李奧納多·狄卡皮歐《神鬼獵人》        |
| 年度 | 主持人                       | 最佳影片                       | 最佳电视剧                     | 最佳电影演员                          | 最佳突破演出                         |
| 2017 | 亞當·迪凡                    | 《美女與野獸》                 | 《怪奇物語》                   | 艾玛·沃森《美女與野獸》               | 丹尼尔·卡卢亚《逃出絕命鎮》          |
| 2018 | 蒂芬妮·哈戴許                | 《黑豹》                       | 《怪奇物語》                   | 查德維克·博斯曼《黑豹》               | 蒂芬妮·哈戴許《嗨翻姐妹行》          |
| 2019 | 柴克·萊威                    | 《復仇者聯盟：終局之戰》       | 《权力的游戏》                 | Lady Gaga《星夢情深》                 | 諾亞·森迪尼奧《愛的過去進行式》      |
| 2020 | 凡妮莎·哈金斯                | 受2019冠状病毒病疫情影响未颁奖 | 受2019冠状病毒病疫情影响未颁奖 | 受2019冠状病毒病疫情影响未颁奖        | 受2019冠状病毒病疫情影响未颁奖       |
| 2021 | 萊絲莉·瓊斯 妮基·格拉瑟      | 《愛的過去進行式：真愛永遠》   | 《汪達幻視》                   | 查德維克·博斯曼《蓝调天后》           | 雷吉-讓·佩吉《柏捷頓家族：名門韻事》 |
| 2022 | 凡妮莎·哈金斯 泰夏·亚当斯    | 《蜘蛛人：無家日》             | 《亢奋》                       | 汤姆·赫兰德《蜘蛛人：無家日》         | 蘇菲雅·迪馬蒂諾《洛基》              |
| 2023 | 未设颁奖典礼                 | 《驚聲尖叫6》                  | 《最後生還者》                 | 汤姆·克鲁斯《捍衛戰士：獨行俠》       | 約瑟夫·奎因《怪奇物語》              |

## 惡搞影片
典禮自1993年起會播放惡搞影片，通常是當年最熱門的電影，有時也會加入電視劇和老電影。內容可能有聲音和影像蒙太奇由某人（通常為主持人）取代主角進行模仿。影片內容十分多樣化，從單純的對話（如2005年）到一整段場景，包括打鬥和動作戲。
| 年度 | 電影 | 演員 | 網站       |
| ---- | --- | --- | ---------- |
| 1995 | 《黑色追緝令》                                                                                               | Lawrence Hilton-Jacobs Robert Hegyes Ron Palillo |            |
| 1996 | 《龍捲風》                                                                                                   | 班·史提勒 珍妮·加洛法羅 傑·雷諾 |            |
| 1996 | 《英雄本色》                                                                                                 | 鮑伯·紐哈 |            |
| 1996 | 《獨領風騷》                                                                                                 | 黃金女郎 |            |
| 1996 | 《火線追緝令》                                                                                               | 威廉·薛特納（同時飾演三個主要角色） |            |
| 1996 | 《夜訪吸血鬼》                                                                                               | Adam West Frank Gorshin |            |
| 1997 | 《侏儸紀公園：失落的世界》                                                                                   | |            |
| 1997 | 《羅密歐與茱麗葉》                                                                                           | 麥克·邁爾斯 珍妮·麥卡錫 |            |
| 1997 | 《驚聲尖叫》                                                                                                 | |            |
| 1998 | 《酷斯拉》《Taxi》                                                                                           | 克里斯多福·洛伊 |            |
| 1998 | 《戀愛時代》                                                                                                 | |            |
| 1998 | 《Armagedd'NSync （页面存档备份，存于）》（《世界末日》）                                                    | 超級男孩 麗莎·庫卓 Clint Howard | 創作者網站 |
| 1999 | 《星際大戰首部曲：威脅潛伏》                                                                                 | 麗莎·庫卓（飾演自己） 安迪·狄克 |            |
| 1999 | 《保送入學》《蹺課天才》《窈窕美眉》《是誰搞的鬼》《少女十五十六時》《主力難當》《早餐俱樂部》《危險性遊戲》 | 艾莉森·漢妮根 潔米·佩絲莉 克里斯·歐文 查理·歐康納 |            |
| 2000 | 《Sex and the Matrix （页面存档备份，存于）》（慾望城市駭客任務）                                            | 莎拉·潔西卡·帕克（飾演凱莉·布雷蕭） 吉米·法隆（飾演尼歐） 文斯·范恩（飾演白兔） |            |
| 2000 | 《不可能的任務2》                                                                                            | 班·史提勒（飾演湯姆·克魯斯替身 Tom Crooze） | 創作者網站 |
| 2001 | 《浩劫重生》                                                                                                 | 安迪·狄克 | 創作者網站 |
| 2001 | 《神鬼傳奇2》                                                                                                | 吉米·法隆 史努比狗狗 克絲汀·鄧斯特 勞伯·許奈德 歐迪·費爾 |            |
| 2001 | 《Adam Sandler Skit》                                                                                        | 亞當·山德勒 吉米·法隆 小甜甜布蘭妮 克絲汀·鄧斯特 |            |
| 2002 | 《Lord of the Piercing （页面存档备份，存于）》（魔戒首部曲：魔戒現身）                                      | 傑克·布萊克（飾演魔戒持有者傑克） 莎拉·蜜雪兒·吉蘭（飾演亞玟） | 創作者網站 |
| 2002 | 《Jack Black: Spider-Man （页面存档备份，存于）》（蜘蛛人）                                                  | 傑克·布萊克（飾演蜘蛛人） 莎拉·蜜雪兒·吉蘭（飾演瑪莉·珍·華生/神力女超人） | 創作者網站 |
| 2002 | 《顫慄空間》                                                                                                 | 傑克·布萊克 威爾·法洛 | 創作者網站 |
| 2003 | 《MTV: Reloaded （页面存档备份，存于）》（駭客任務2：重裝上陣）                                              | 賈斯汀（飾演救世主） 西恩·威廉·史考特（幹員史考特） 威爾·法洛（造物者賴瑞） 金德文（關鍵人物） 旺达·塞克丝（祭師）                                                                               | 創作者網站 |
| 2004 | 《追殺比爾2：愛的大逃殺》                                                                                    | 琳賽·蘿涵 安迪·狄克 |            |
| 2005 | 《星際大戰三部曲：西斯大帝的復仇》                                                                           | 吉米·法隆（飾演安納金·天行者） | 創作者網站 |
| 2005 | 《蝙蝠俠：開戰時刻》                                                                                         | 吉米·法隆 瓊·海德（飾演拿破崙炸藥） 安迪·狄克 | 創作者網站 |
| 2006 | 《不可能的任務3》                                                                                            | 潔西卡·艾芭 陶佛·葛瑞斯 Flavor Flav | 創作者網站 |
| 2006 | 《金剛》 | 潔西卡·艾芭 | 創作者網站 |
| 2006 | 《達文西密碼》                                                                                               | 潔西卡·艾芭（飾演自己－原作蘇菲·納芙） 吉米·法隆（飾演自己－原作賈克·索尼耶赫和羅伯·蘭登） 安迪·狄克（飾演自己－原作賽拉斯） 朗·柏曼（飾演自己） 蓋瑞·柯爾（飾演自己） 克里斯·道特雷（飾演自己） | 創作者網站 |
| 2007 | 《變形金剛》《穿著Prada的惡魔》《夢幻女郎》《火線交錯》《當幸福來敲門》《神鬼無間》《300壯士：斯巴達的逆襲》 | 柯博文 莎拉·席佛曼 西亞·李畢福 珍妮佛·哈德遜 梅麗·史翠普 布萊德·彼特 威爾·史密斯 李奧納多·狄卡皮歐 傑克·尼克遜 麥特·戴蒙 傑拉德·巴特勒                                                           |            |
| 2008 | 《鋼鐵人》《功夫熊貓》《開麥拉驚魂》                                                                         | 小勞勃·道尼 傑克·布萊克 班·史提勒 |            |
| 2009 | 《暮光之城：無懼的愛》《星際爭霸戰》《貧民百萬富翁》《為愛朗讀》                                             | 安迪·山伯格 阿席茲·安薩里 泰勒絲 賈斯汀 |            |
| 2010 | 《天生不是寶貝》《攻其不備》                                                                                 | 阿席茲·安薩里 昆頓·亞倫 傑·海德 莫妮克 寶拉·巴頓 小賈斯汀 |            |
| 2011 | 《醉後大丈夫2》《黑天鹅》《127小时》《社群網戰》《暮光之城：蝕》                                             | 傑森·蘇戴西斯 泰勒·洛特納 賈斯汀·巴薩 雀兒喜·韓德勒 娜塔莉·波曼 蜜拉·庫妮絲 賈斯汀 詹姆斯·法蘭科 伊娃·门德斯                                                                                     |            |
| 2013 | 《悲惨世界》《少年PI的奇幻漂流》《舞棍俱樂部》                                                               | 瑞貝爾·威爾森 安·海瑟薇 苏拉·沙玛 馬修·麥康納 |            |
| 2018 | 《黑豹》《STAR WARS：最後的絕地武士》《噤界》                                                                | 蒂芬妮·哈戴許 拉蒂法女皇 潔達·蘋姬·史密斯 李利·萊爾·豪艾里 |            |
| 2019 | 《我們》《权力的游戏》                                                                                       | 柴克·萊威 June Diane Raphael Faithe Herman 陳琦燁 艾美莉·克拉克 雅各布·安德森 基特·哈靈頓 彼特·丁拉基                                                                                            |            |
| 2021 | 《汪達幻視》《迈阿密的一夜》《前程似锦的女孩》                                                               | 藍道爾·朴 凱特·丹寧絲 Carl Winslow Faithe Herman Laura Winslow |            |

## 外部連結
- 2009年MTV電影大獎官方網站 （页面存档备份，存于）
- 2008年MTV電影大獎官方網站 （页面存档备份，存于）
- MTV電影大獎官方檔案 （页面存档备份，存于）
- MTV電影大獎最佳改編趣味電影 （页面存档备份，存于）